# Olios monticola
Olios monticola là một loài nhện trong họ Sparassidae.
Loài này thuộc chi Olios. Olios monticola được Lucien Berland miêu tả năm 1924.